# Póvoa da Isenta
Póvoa da Isenta est une freguesia portugaise située dans le District de Santarém.
Avec une superficie de 13,90 km2 et une population de 1 162 habitants (2001), la paroisse possède une densité de 83,6 hab/km2.